# Etsuhoa okayamana
Etsuhoa okayamana är en tvåvingeart som beskrevs av Inouye 1959. Etsuhoa okayamana ingår i släktet Etsuhoa och familjen gallmyggor. Inga underarter finns listade i Catalogue of Life.